# Collection d'antiques de Louis XIV
 (avril 2011).
La collection d'antiques de Louis XIV est un vaste ensemble de statues de l'Antiquité romaine et de copies d'après l'Antique, rassemblées à Versailles par Louis XIV, dans la première moitié de son règne.
Espace d'idéation du pouvoir absolu, instrument de représentation voulu comme tel et pensé comme tel, Versailles présente un décor répondant à un programme politique autant qu'esthétique. La collection d'antiques réunie sur ordre du roi, dans le château et les jardins, fait partie de ce programme : elle est destinée à relier l'image du souverain à celle des empereurs de la Rome antique.

## Contexte
La possession d’œuvres antiques est un enjeu politique et culturel. Redoutable stratagème de séduction déjà expérimenté par François Ier, Henri II, Richelieu et Mazarin, l’Antique légitime l’image politique du monarque et concours au prestige d’un Louis XIV alors au sommet de ses moyens. L’éclat ainsi que la qualité des œuvres rayonnent sur la personnalité du roi amateur et collectionneur. Répartis dans le château et les jardins de Versailles, les trophées païens arrachés au monde des anciens étaient appelés à renaître à Versailles pour la gloire du nouvel Auguste. Toutefois, un mot s’impose sur la notion d’antiques : par elle il faut entendre naturellement les œuvres authentiquement d'époque antique mais aussi celles réputées autrefois comme tel ainsi que les copies. Vaste notion aux limites chronologiques indéterminées, sa portée dépasse l’intérêt archéologique auquel nous l’associons aujourd’hui et évoque une vision qui échappe à notre entendement moderne[Interprétation personnelle ?].

## Antique et politique: Versailles, nouvelle Rome

### Les antiques dans le château

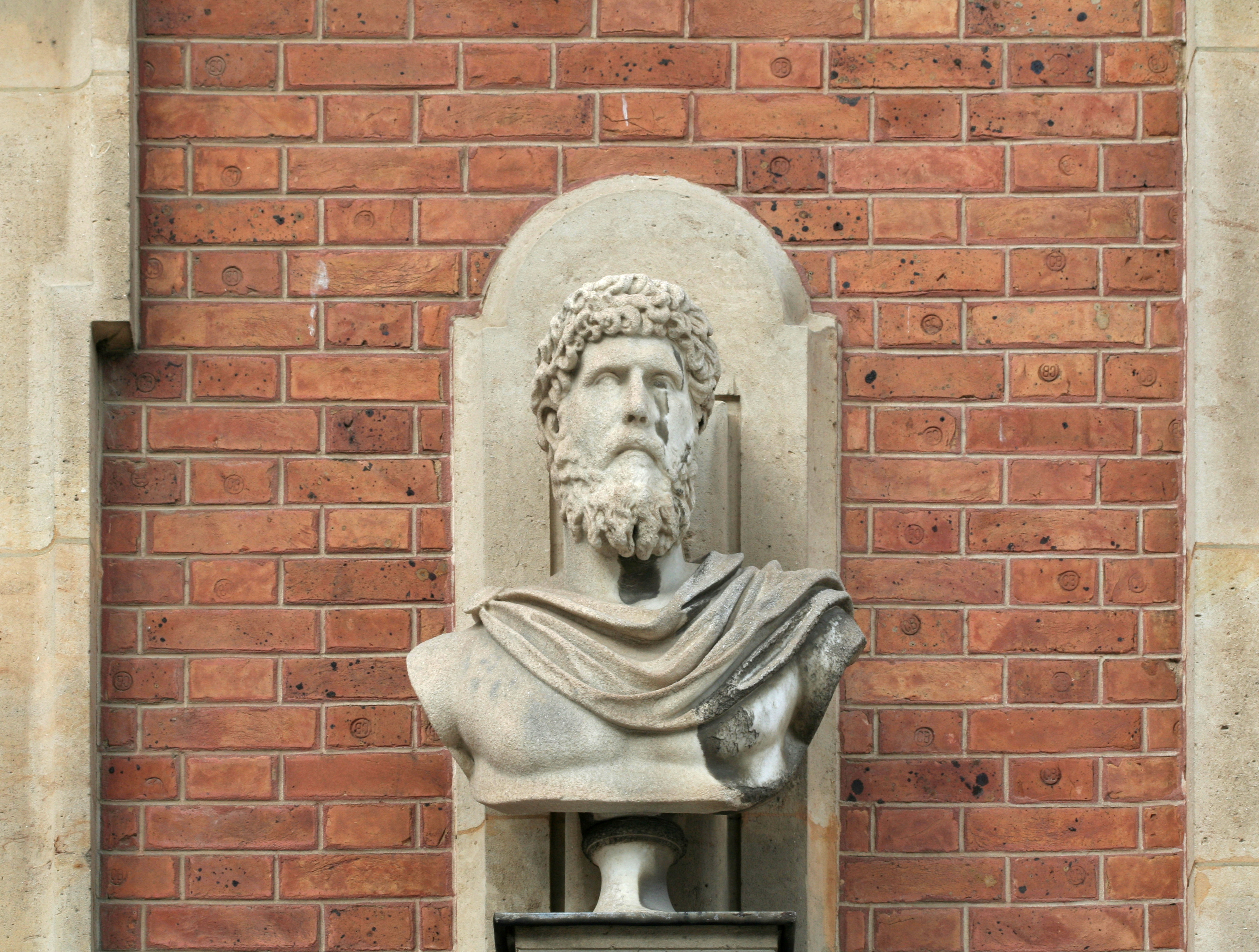
Buste de Lucius Verus dans la cour royale du château.

La question de l’emplacement des statues soulève celle de leur rapport à l’architecture et au programme décoratif. Fleuron de la collection royale, les antiques participaient à l’expression de l’ambition politique. Certains espaces devenaient ainsi des sanctuaires à l’antique. Tel était le cas de la cour de marbre et la cour royale. Quelques bustes d’empereurs romains sur consoles ornaient, dès 1665, la façade de la future cour de Marbre. Cependant, vers 1685, ce sont quatre-vingt bustes qui décorent les façades des deux cours. Certains étaient modernes mais l’ensemble correspondait à un type iconographique précis, celui du portrait romain. Leur fonction était double : d’une part, animer la façade architectural et, d’autre part, légitimer le pouvoir royal en plaçant le monarque dans la lignée glorieuse des maitres de Rome. 
À l’intérieur du château, l’emplacement des statues s’effectuait en fonction de leur iconographie, de leur valeur et de leur provenance. La grande galerie, autre lieu stratégique du château, servait d’écrin à huit statues antiques particulièrement importantes. Sur la paroi nord, en pendant au Bacchus dit de Versailles, la Vénus d'Arles fut placée entre l’arcade ouvrant sur le salon de la Guerre et la fenêtre. Installée en avril 1685, soit peu de temps après sa découverte, elle témoigne de l’excellence du sol français à l’égard de la Roma sottoranea et de l’intérêt personnel du roi qui avait pris part à la controverse érudite sur sa véritable identité. En adéquation avec le cadre architectural et le système décoratif, huit bustes en porphyre de la série des douze césars étaient placés devant les trumeaux des parois latérales. Cette série, provenant de la collection Mazarin et achetée en 1665, fut probablement réalisée à Rome au XVIIe siècle mais passait à l’époque pour antique. Elle était disposée dans les salons de l’Abondance et de Diane avant l’instauration du système des soirées d’appartement en 1682. Du côté du salon de la Paix, une Uranie ainsi qu’une Vestale provenant du fonds hérité de la collection royale garnissait la paroi sud. Un programme fut mis en place à partir d’antiques soigneusement choisis pour orner les quatre niches centrales de la galerie déterminant la composition peinte en 1661 et illustrant la prise du pouvoir. La Diane de Versailles,  présent du pape Paul IV à Henri II, fut la première à y trouver place sur un socle spécialement conçu pour elle. En face, se trouvait la Vénus de Troade. D’origine difficile à établir, elle fut très vite comparée à la Vénus d’Arles. Par la suite, les deux autres niches accueillirent le Germanicus,  issu de la collection du prince Savelli acquise à Rome en 1685, et en 1695, la Pudicité découverte à Benghazi et transmise au roi par le consul de France en Cyrénaïque. 
Bref, une nouvelle Rome s’édifiait à Versailles et cela sans recourir systématiquement au patrimoine de l’ancienne. Outre l’illustration du prestige diplomatique de la France, l’exemple de la Pudicité de Benghazi souligne un fait important qu’est le problème de l’importation d’antiques surtout romains. En effet, si le Germanicus fut acquis en 1685, il ne parviendra que deux ans plus tard en France au terme d’âpres négociations avec le pouvoir romain. Conscient des enjeux que représentent les antiques, les papes avaient adopté des mesures drastiques afin d’empêcher les départs des pièces prestigieuses.

### Les antiques dans les jardins

#### Originaux
Avant 1672, il y avait déjà deux sculptures dans les jardins du premier Versailles provenant de la collection Mazarin : le Faune grec et le Faune romain, installés dans le bosquet du Dauphin et de la Girandole. Cependant, le tournant des années 1680 marque un changement d’échelle considérable qui signifie véritablement la nouvelle fonction de Versailles comme résidence du pouvoir. En 1681, parallèlement à la grande galerie, le bassin du Miroir-d'Eau et le bosquet de la Galerie-d’Eau, accueillirent respectivement six et vingt-quatre statues dont quelques copies. L’axe déterminée par la grande perspective, où le discours antiquisant fut le plus explicite, juxtaposait des œuvres authentiquement antiques, des copies d’antiques universellement connues par des sculpteurs français et des œuvres pleinement modernes mais d’inspiration antique. A l’ouest, les deux allées situées entre le Bassin d'Apollon et le grand canal, était chacune bordée de sept statues toutes antiques à l’exception de l’Orphée de Franqueville. En 1680, l’allée royale accueillit deux statues antiques, le Jupiter de Smyrne et la Junon de Smyrne. Elles ne seront placées autour du Tapis vert qu’après l’intervention des sculpteurs Louis Garnier et probablement Simon Mazière, en 1686-1687.

#### Copies

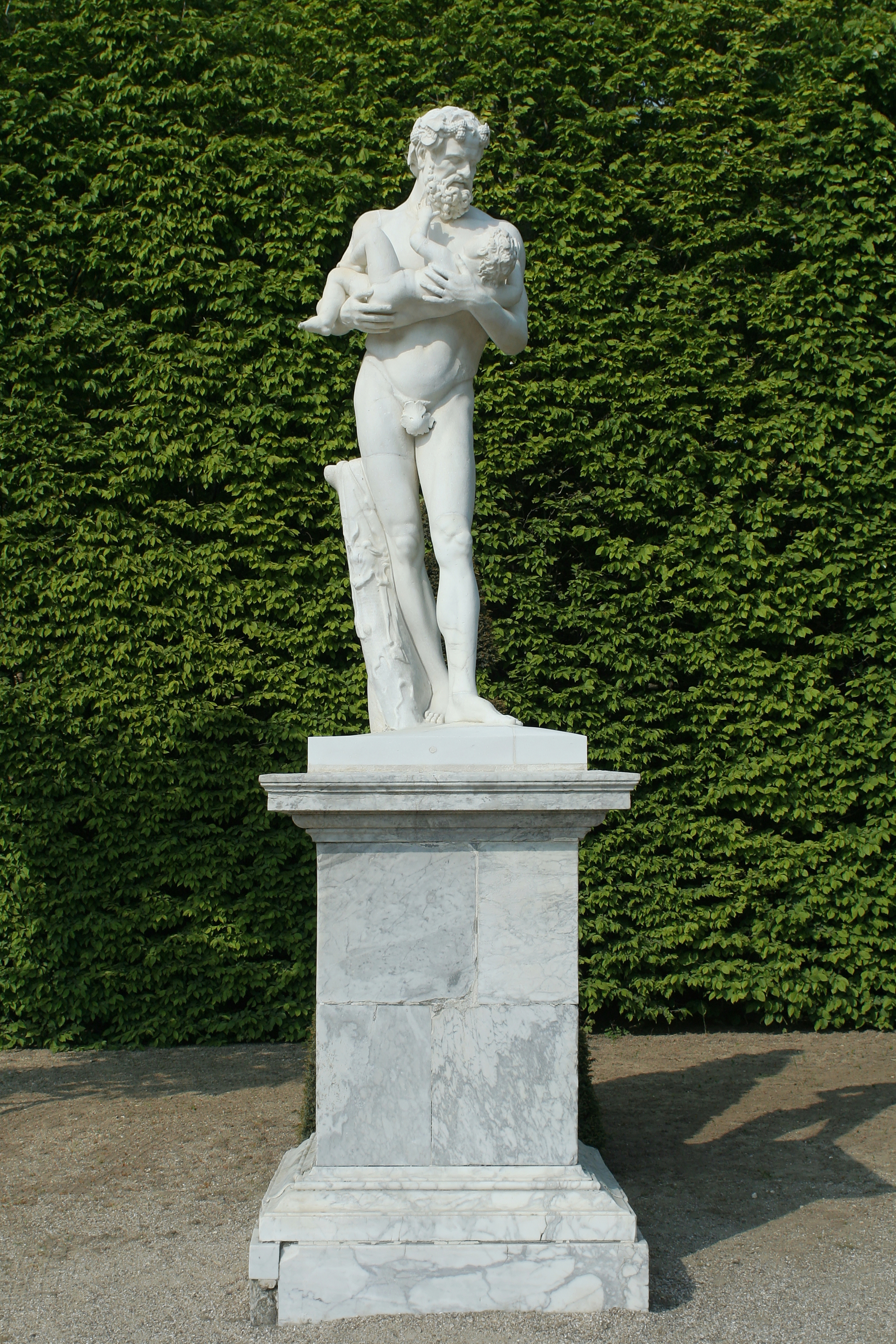
Silène portant le jeune Bacchus

Les difficultés précédemment évoquées au sujet de l’importation d’antiques romains pourraient justifier, en partie, la quantité des copies d’antiques qui se trouvent dans les jardins. Cependant leur qualité, rappelle une des fonctions du jardin comme plaidoyer en faveur de l’école française. Dix-sept copies réalisées par les pensionnaires de l’Académie de France à Rome et disposées entre 1683 et 1688, scandaient les rampes du parterre de Latone. Elles ont été réalisées à Rome d’après les œuvres originales elles-mêmes ou des versions déjà copiées, ou à Paris, d’après les modèles en plâtre conservés à la salle des Antiques du palais Brion, reproduisant les œuvres insignes du Belvédère (Antinoüs du Belvédère par Pierre Ier Legros ; Apollon du Belvédère de Pierre Mazeline ; Antinoüs du Belvédère par Lacroix ; Commode en Hercule par Nicolas Coustou) et du Capitole (Uranie du Capitole par Martin Carlier ; Uranie du Capitole par Nicolas Frémery) ainsi que des collections des Médicis (Mercure par Barthélémy de Mélo ; Bacchus par Pierre Granier ; Ganymède par Pierre Laviron) des Farnèse (Prisonnier barbare, dit aussi Tigrane, par Mathieu Lespagnandelle ; prisonnier barbare dit aussi Tiridate par Antoine André ; Venus callipyge par Jean-Jacques Clérion) , des Borghèse (Silène portant le jeune Bacchus par Simon Mazière ; Faune à la flûte par Simon Hurtrelle ; Nymphe à la coquille par Antoine Coysevox), des Mattei (it) (Cérès dite aussi Faustine, par Thomas Regnaudin) et des Ludovisi (Gladiateur mourant par Michel Monier). Ces « icônes de la romanité » constituaient un musée imaginaire inédit et impensable en dehors du projet versaillais d’autant plus sensible que la conservation des originaux, de la collection des Médicis, n’était plus assurée à Rome même. 
Le parterre de la nouvelle orangerie de Jules Hardouin-Mansart, véritable musée en plein air, présentait quelques copies. Parmi les nombreuses statues modernes, dont les deux groupes d’Enlèvement réalisés dans le cadre de la « Grande Commande » de 1674 et mis en place en 1687, étaient placés, le long de la façade, les copies de la Vénus Médicis et d’un Adonis des collections royales. Au centre du parterre, près du bassin circulaire, fut placé en 1685 le bronze fondu par les frères Keller d’après la Diane de Versailles en 1684.

#### Modernes d’inspiration antique

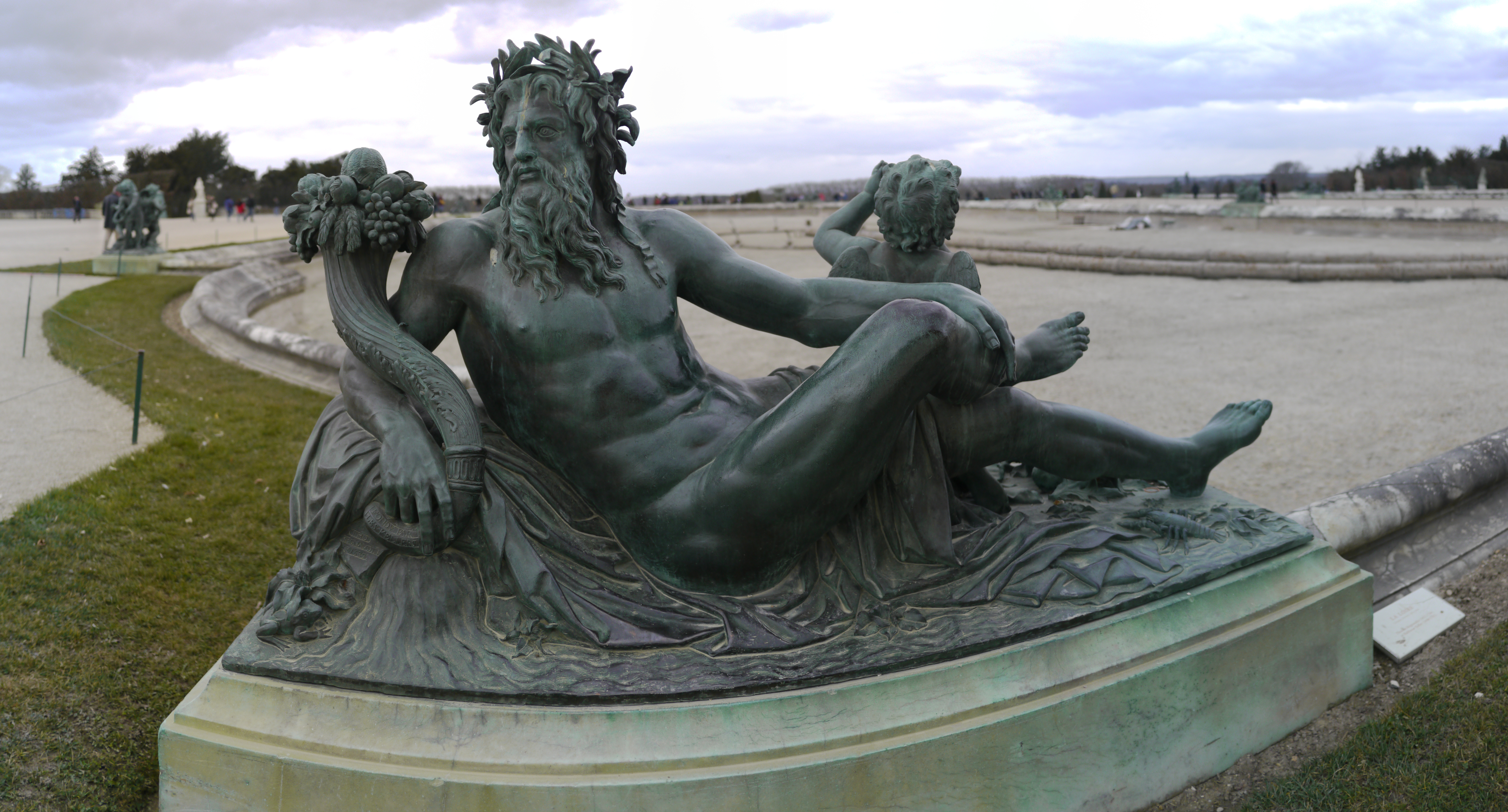
La Loire, située sur le parterre d'eau.

Le Parterre d’eau, situé à l’extrémité orientale de la grande perspective, offrait une variation sur le thème de l’antique. Les allégories des cours d’eau sont des citations directes des statues du Tibre et du Nil alors conservées au palais du Belvédère. La même période postérieure à l’année 1683 vit l’installation de deux antiques provenant de la collection Granvelle à Besançon : le torse de Jupiter transformé en terme par Jean Drouilly fut placé au Bosquet de l'Étoile, et le buste de Junon présenté sur une gaine au bosquet du Théâtre d'eau.

## Modernes et antiques: fascination et rivalité
La fascination pour l’antique ne se retreint pas au collectionnisme, elle va bien au-delà. Plusieurs alternatives permettaient alors d’offrir une «vision de l’Antiquité». Parallèlement à la pratique courante de la copie, l’embellissement restituait aux sculptures une intégrité imaginaire et parfois accomplissait leur potentiel esthétique. Tel a été le cas d’un des manifestes de la nouvelle école française, la Vénus d’Arles, restaurée et complétée par François Girardon. Loin d’être un simple geste technique, ce type d’intervention atteste de la volonté de rivaliser avec les anciens. L’autre geste non moins remarquable est celui d'Antoine Coysevox : À partir 1685, deux copies d’antiques célèbres ornaient le degré menant du Parterre d’eau au Parterre du Nord. Il s’agit du Rémouleur copié par Giovanni Battista Foggini à Florence, où la statue était parvenue depuis 1677, date de transfert d’une partie importante des collections romaines des Médicis et de la Vénus accroupie, libre interprétation de celle des collections Médicis et Borghèse que Coysevox signa du nom de Phidias. Geste à la fois audacieux et érudit, il est une référence au texte de Pausanias décrivant une Vénus à la Tortue sculptée par Phidias. Il montre qu’un artiste français pouvait donner, à travers une copie, une vision convaincante d’un original perdu à partir de l’étude des répliques des collections romaines.